# Никулин, Игорь Юрьевич
И́горь Ю́рьевич Нику́лин (14 августа 1960, Москва — 7 ноября 2021, Санкт-Петербург) — советский и российский легкоатлет, бронзовый призёр Олимпийских игр. Сын легкоатлета Юрия Никулина.

## Карьера
В 1979 году выиграл чемпионат Европы среди юниоров. В 1981-м стал бронзовым призёром Универсиады. На чемпионате мира в 1983 году стал четвёртым, а в 1987 году пятым. На чемпионатах Европы выигрывал серебро и две бронзы.
На Олимпиаде в Барселоне в 1992 году завоевал бронзовую медаль, уступив соотечественникам Игорю Астапковичу и Андрею Абдувалиеву.
В 1994 году на чемпионате Европы стал четвёртым.
Чемпион СССР 1981, 1982 и 1984 годов, и серебряный призёр чемпионата 1980 и 1983 годов.